# Mallada personatus
Mallada personatus is een insect uit de familie van de gaasvliegen (Chrysopidae), die tot de orde netvleugeligen (Neuroptera) behoort. 
Mallada personatus is voor het eerst wetenschappelijk beschreven door Navás in 1934.